# Praga mortal
Praga mortal es una novela del autor escocés Philip Kerr octava de una saga protagonizada por el policía / detective privado Bernhard "Bernie" Gunther. Inicialmente se trató de una trilogía conocida como Berlin Noir publicada en los años 1989, 1990 y 1991, pero en 2006 el autor retomó la serie con nuevas novelas.

## Argumento
Berlín 1941. Tras su traumática estancia en el frente ruso (donde fue testigo y partícipe involuntario de las atrocidades nazis) Bernie Gunther se reincorpora a su puesto como comisario de Homicidios de la policía criminal de Berlín, la Kripo.
Mientras investiga un asesinato que podría estar relacionado con uno de los líderes de la resistencia checa más buscados por las autoridades alemanas, es reclamado por su antiguo jefe en el SD, el general de las SS Reinhard Heydrich, para que acuda a su residencia en el Castillo de Praga donde ha preparado una recepción para diferentes personalidades nazis con la finalidad de celebrar su designación como Protector de Bohemia y Moravia.
Una vez allí, el asesinato de uno de los asistentes personales de Heydrich obligará a Gunther a poner a prueba toda su experiencia policial en una peligrosa investigación en la que todos los sospechosos son altos cargos de las SS.